# リアシュエロ (装甲艦)
| 竣工当時のリアシュエロ | |
| 艦歴                   | |
| 発注                   | サミューダ・ブラザーズ造船所 |
| 起工                   | 1881年8月31日 |
| 進水                   | 1882年6月7日 |
| 就役                   | 1883年 |
| 退役                   | 1910年 |
| その後                 | 解体処分 |
| 除籍                   | 1910年 |
| 前級                   | |
| 次級                   | アキダバン |
| 性能諸元（竣工時）     | |
| 排水量                 | 常備：5,610トン 満載：6,100トン |
| 全長                   | 92.96m |
| 全幅                   | 15.85m |
| 吃水                   | 5.99m |
| 機関                   | 型式不明石炭専焼円缶10基 +レシプロ機関2基2軸推進 |
| 最大出力               | 7,300hp |
| 最大速力               | 16.7ノット |
| 航続距離               | 10ノット/6,000海里（石炭:800トン） |
| 乗員                   | 367名 |
| 兵装                   | アームストロング 23.4cm（-口径）連装砲2基 70ポンド：14cm（-口径）単装砲6基 3.7cm（23口径）機砲15基 35.6cm水中魚雷発射管単装5基（1895年：24cm（40口径）連装砲2基 12cm（45口径）単装砲6基 4.7cm（43口径）機砲6基 |
| 装甲（鉄製）           | 舷側：280mm（最大厚） 主砲バーベット部：254-mm 司令塔：254mm（最大厚） |

リアシュエロ (ポルトガル語:Encouraçado de Esquadra Riachuelo) はブラジル海軍の舷側砲塔装甲艦で同型艦はない。

## 概要
本艦はブラジル海軍が自国の沿岸警備のためにイギリスに発注した装甲艦である。

## 艦形

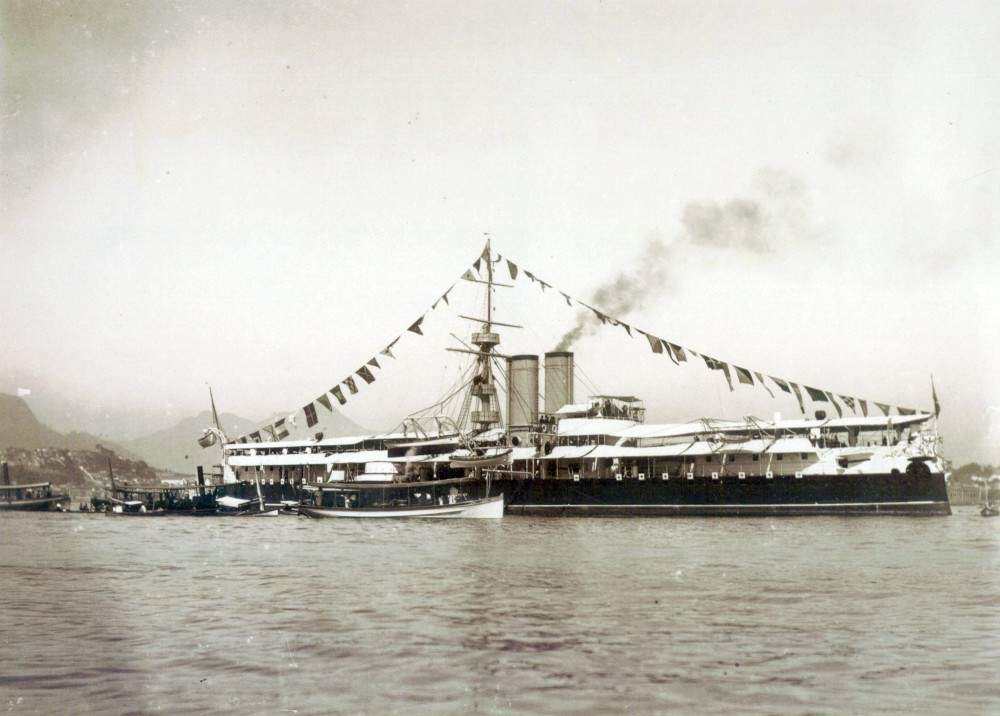
近代化改装後の本艦。

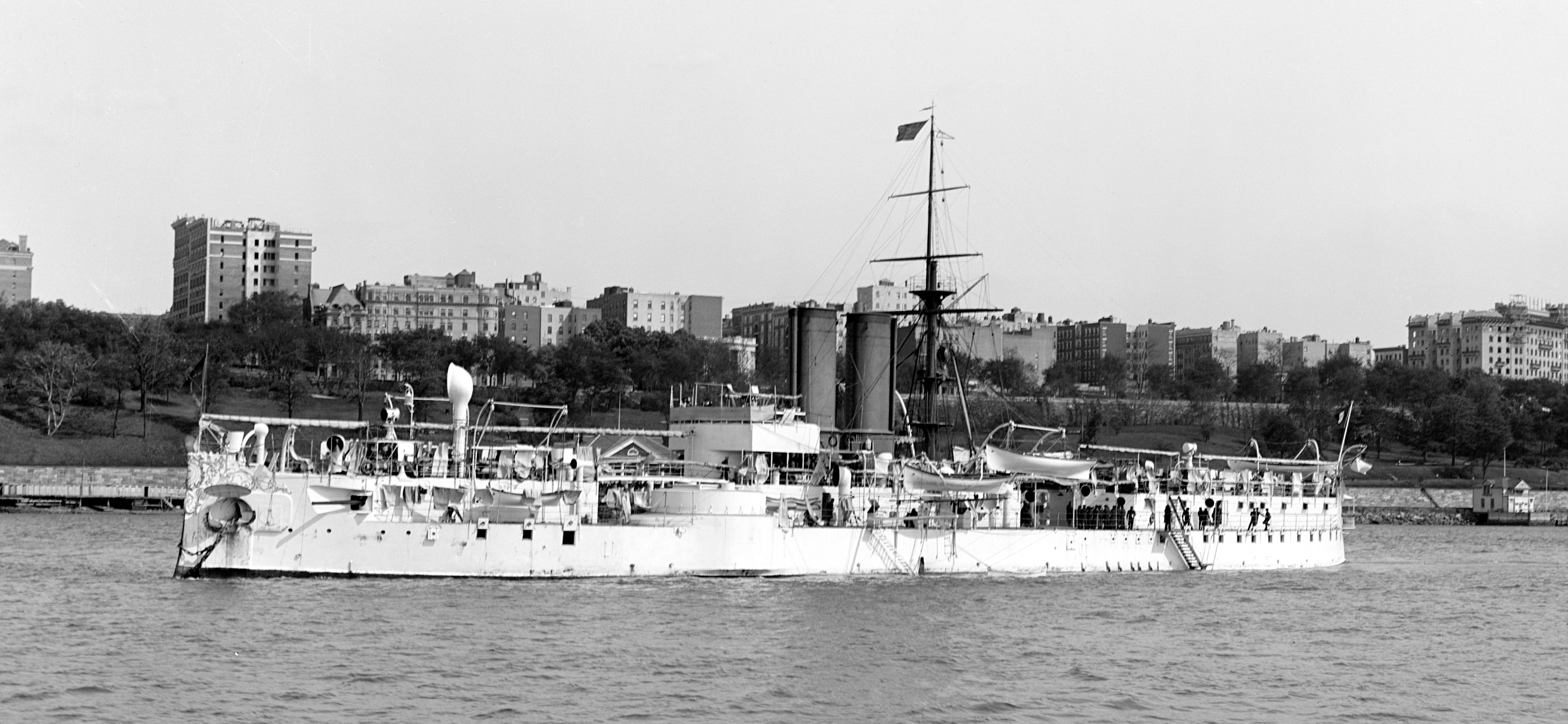
1907年に撮られた本艦。

本艦の基本構造は平甲板型船体に3本のマストと2本煙突を持つ装甲フリゲートで、艦首水面下に衝角を持ち、船体中央部に船橋を持つ艦橋の背後に2本煙突が立ち、その周囲の舷側甲板上に前後にずらして23.4cm単装砲2基を収めた砲塔を片舷1基ずつ配置していた。